# 尤里·彼得罗维奇·柳比莫夫
尤里·彼得罗维奇·柳比莫夫（俄语：Ю́рий Петро́вич Люби́мов，1917年9月17日（30日）—2014年10月5日）是苏联的戏剧导演、舞台演员，是俄罗斯戏剧界的领军人物。